# Ciemno-Gnojna

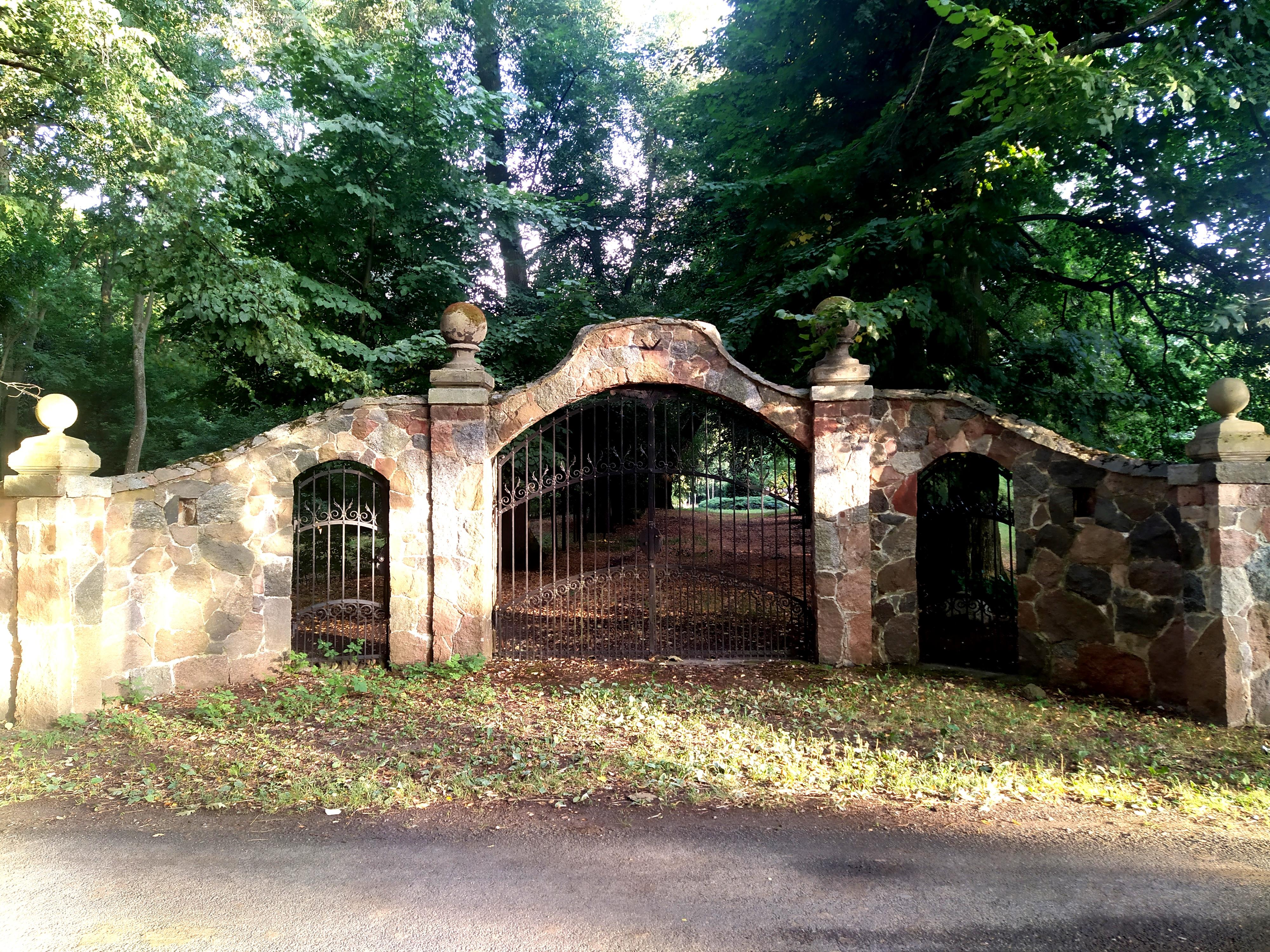
Brama wjazdowa na teren parku dworskiego

Ciemno-Gnojna (dawn. Ciemne-Gnojna) – wieś w Polsce położona w województwie mazowieckim, w powiecie żyrardowskim, w gminie Mszczonów.
W skład sołectwa Ciemno-Gnojna wchodzą także wsie Kaczków i Pogorzałki.
W latach 1975–1998 miejscowość administracyjnie należała do województwa skierniewickiego.
Na terenie miejscowości znajduje się dworek szlachecki z przyległym parkiem dworskim oraz rezerwat przyrody Stawy Gnojna.